# دونات-آن
دونات-آن (به ژاپنی: あんドーナツ an-dōnatsu)، یک دونات ژاپنی پر شده با خمیر لوبیا قرمز (آنکو (خوراکی)). این شیرینی به همراه آنپان، تابه مربا، تابه خامه‌ای، کاره‌پان، و بسیاری دیگر در ژاپن ساخته شده است.[۱  مشخص نیست چه زمانی دونات در ژاپن ساخته شد. با این حال، میستر دونات در ژاپن دونات‌ها را در دسامبر ۱۹۸۳ به منوی خود اضافه کرد.